# Lustschloss

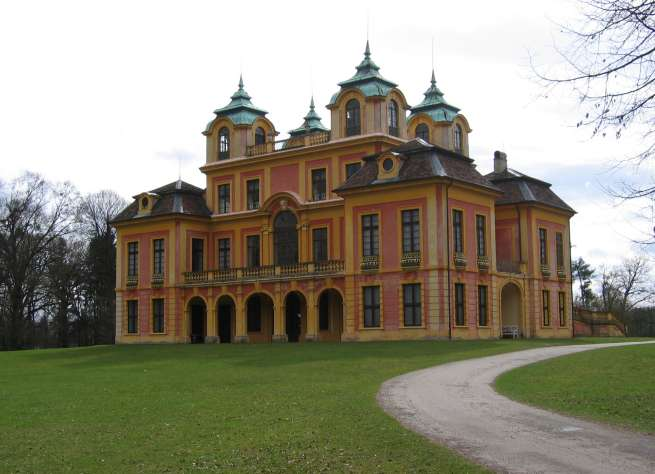
Castello Favorite a Ludwigsburg.

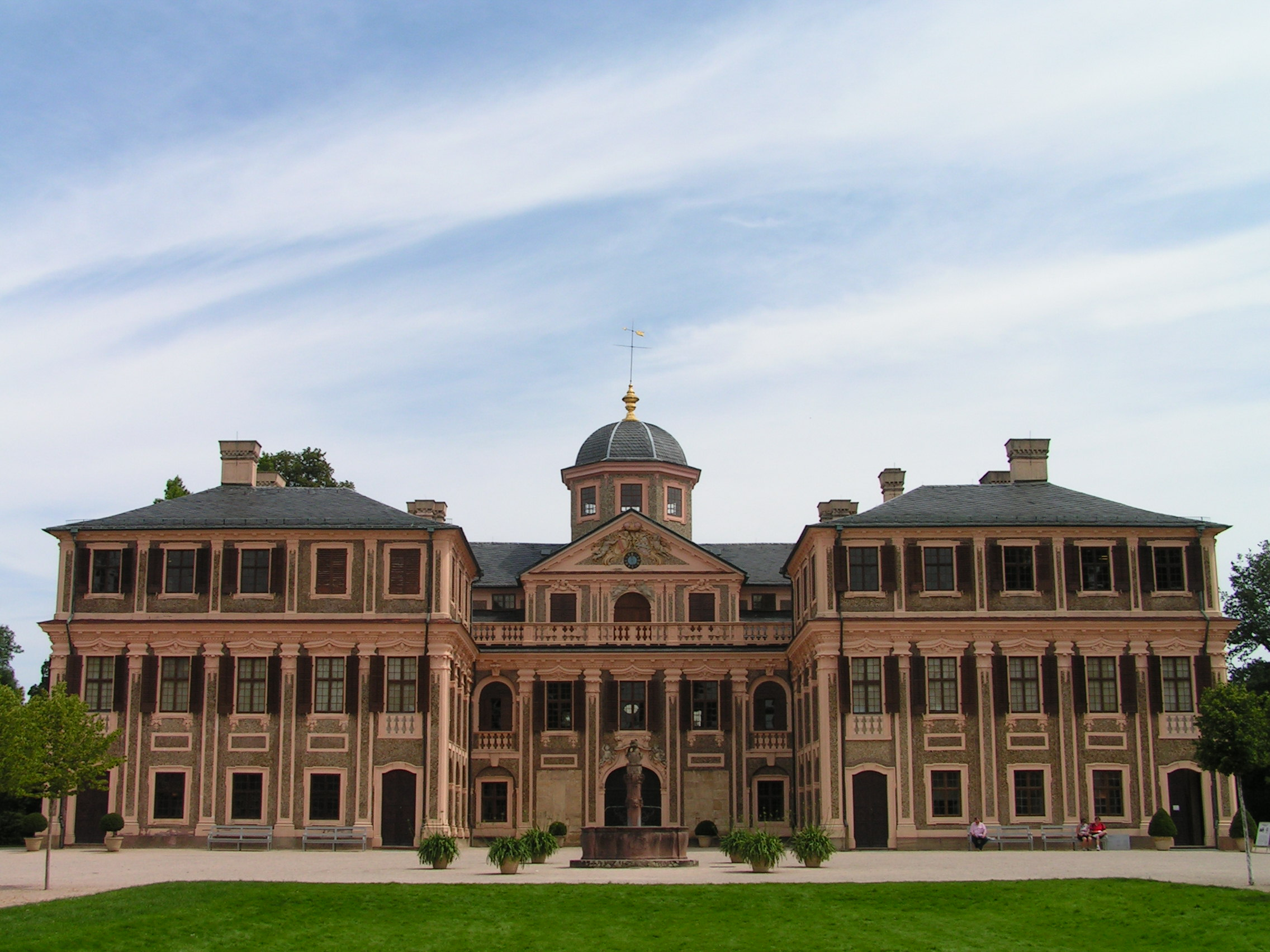
Castello Favorite a Rastatt

Nell'architettura rinascimentale e moderna tedesca, col termine Lustschloss (in francese: maison de plaisance o folie, in italiano: casa di piacere) si indicava una piccola costruzione in forma di palazzo che era utilizzata per gli attimi di svago del proprietario, solitamente il signore del luogo ove veniva costruita; la struttura era abitata stagionalmente o occasionalmente, e non vi si tenevano ricevimenti ufficiali ma solo privati. In Francia, il castello di Madrid nel Bois de Boulogne, facilmente raggiungibile da Parigi, ne è un esempio, come pure alla medesima funzione era votato il castello di Marly quando Luigi XIV voleva ritirarsi dal cerimoniale di corte della Reggia di Versailles.
Il termine Lustschloss è sovente utilizzato in maniera interscambiabile col termine Jagdschloss, per intendere appunto delle residenze informali, per quanto specificatamente uno Jagdschloss fosse una residenza di caccia.

## Storia
All'inizio del rinascimento, un sempre crescente desiderio di godere di residenze non militari per lo svago della nobiltà, spinse i membri di questa classe sociale ad abbandonare progressivamente gli antichi castelli fortificati alla volta di residenze più piccole e pratiche oppure a rimodernarli secondo il gusto dell'epoca. Nel corso degli anni, molte famiglie aristocratiche fecero dei loro castelli veri e propri palazzi di rappresentanza; nel contempo cambiò anche il cerimoniale di corte. Il principe non era più un guerriero armigero medievale che nella propria residenza doveva mostrare la propria forza militare, bensì un governante che doveva mostrare lusso e ostentare il suo amore per la cultura: era la nascita dell'umanesimo. La nobiltà iniziò a circondarsi di artisti, cortigiani, ambasciatori, servitori e clienti che spesso popolavano queste residenze con gli ospiti del signore.
Il desiderio di una maggiore intimità per sfuggire agli obblighi di società, portò alla costruzione dei primi Lustschloss, ai quali veniva invitata solo una ristretta cerchia di amici del padrone. Qui era il luogo ove i sovrani potevano ritirarsi con le loro famiglie e parenti. Uno Lustschloss era soprattutto un luogo votato alle feste, alla danza ed alla musica, ma poteva essere utilizzato anche come luogo di riflessione, di composizione poetica e letteraria o per la pittura. Sebbene spesso fosse posto a breve distanza da una residenza ufficiale, se ne distingueva per l'assoluta libertà che in esso si respirava, senza l'etichetta di corte che vigeva a palazzo e questo spesso si rifletteva anche nell'architettura che poteva essere contraddistinta da stilemi di più ampio respiro. Talvolta queste strutture potevano assumere aspetti stravaganti sino a divenire veri e propri capricci architettonici.
La maggior parte di queste residenze crebbero durante il periodo barocco e rococò, mostrando nel contempo anche un notevole senso di ricchezza materiale e culturale da parte dei loro proprietari. Uno Lustschloss era spesso collocato all'interno di uno splendido parco. Le sale interne, per quanto riccamente decorate, erano spesso più intime e confortevoli di quelle dei palazzi ufficiali. Tra gli esempi più noti di questi castelli si ricordano il Grand Trianon ed il Petit Trianon a Versailles, il Castello di Marly, l' Amalienburg nello Schlosspark del Castello di Nymphenburg, il castello di Benrath a Düsseldorf ed il castello Favorite di Ludwigsburg. La Favorite di Magonza venne distrutta durante l'assedio di Magonza (1793).
Talvolta gli Lustschloss potevano anche divenire le principali residenze dei sovrani. Ne è un esempio il castello di Sanssouci il quale, progettato originariamente come una residenza estiva, durante il regno di Federico II di Prussia divenne la sua residenza principale.

## Alcuni esempi

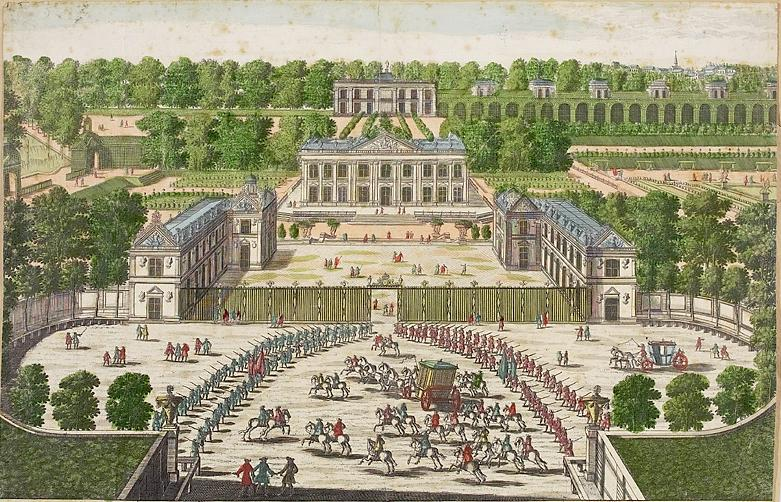
Castello di Marly-le-Roi
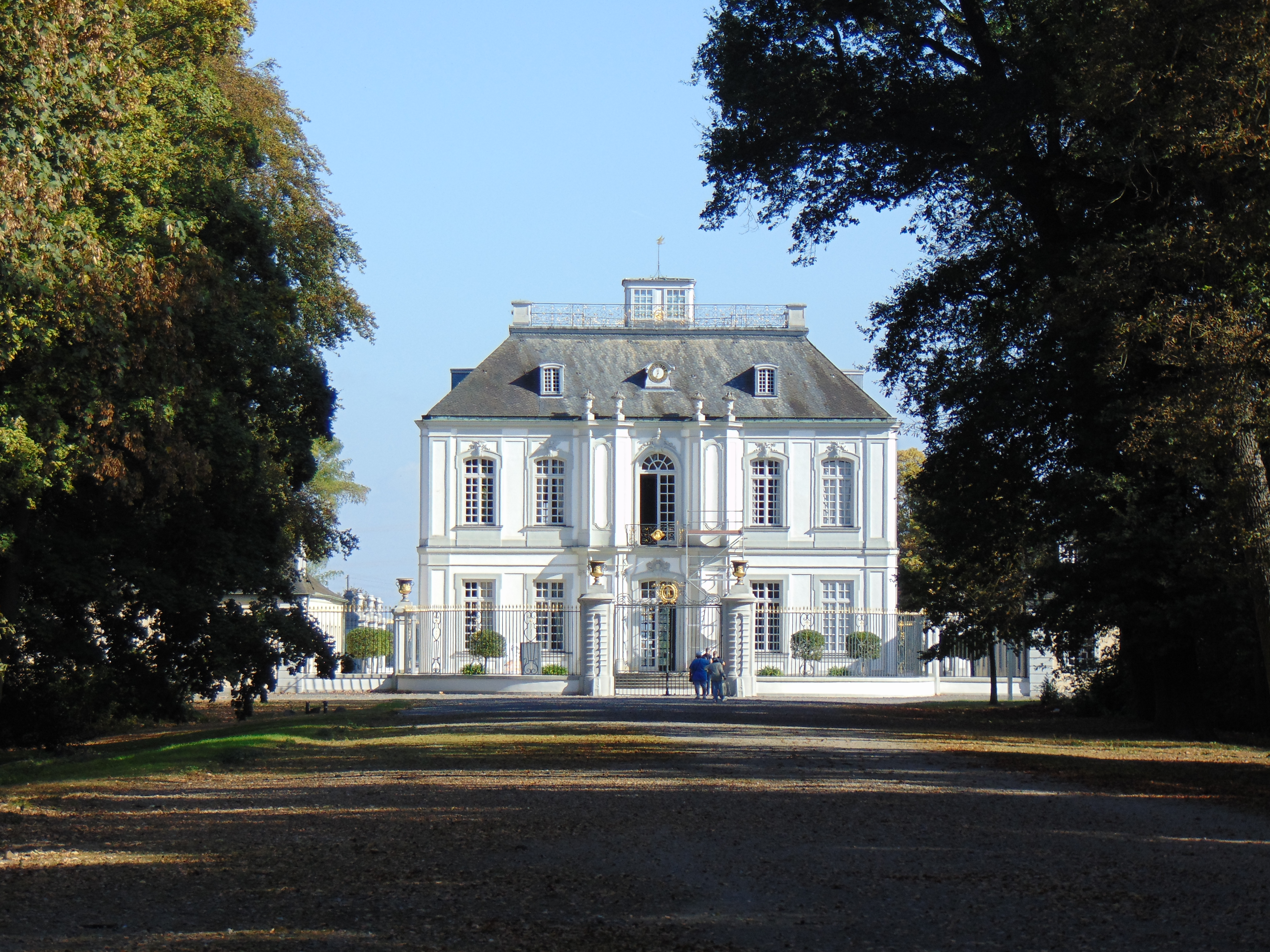
Castello di caccia di Falkenlust
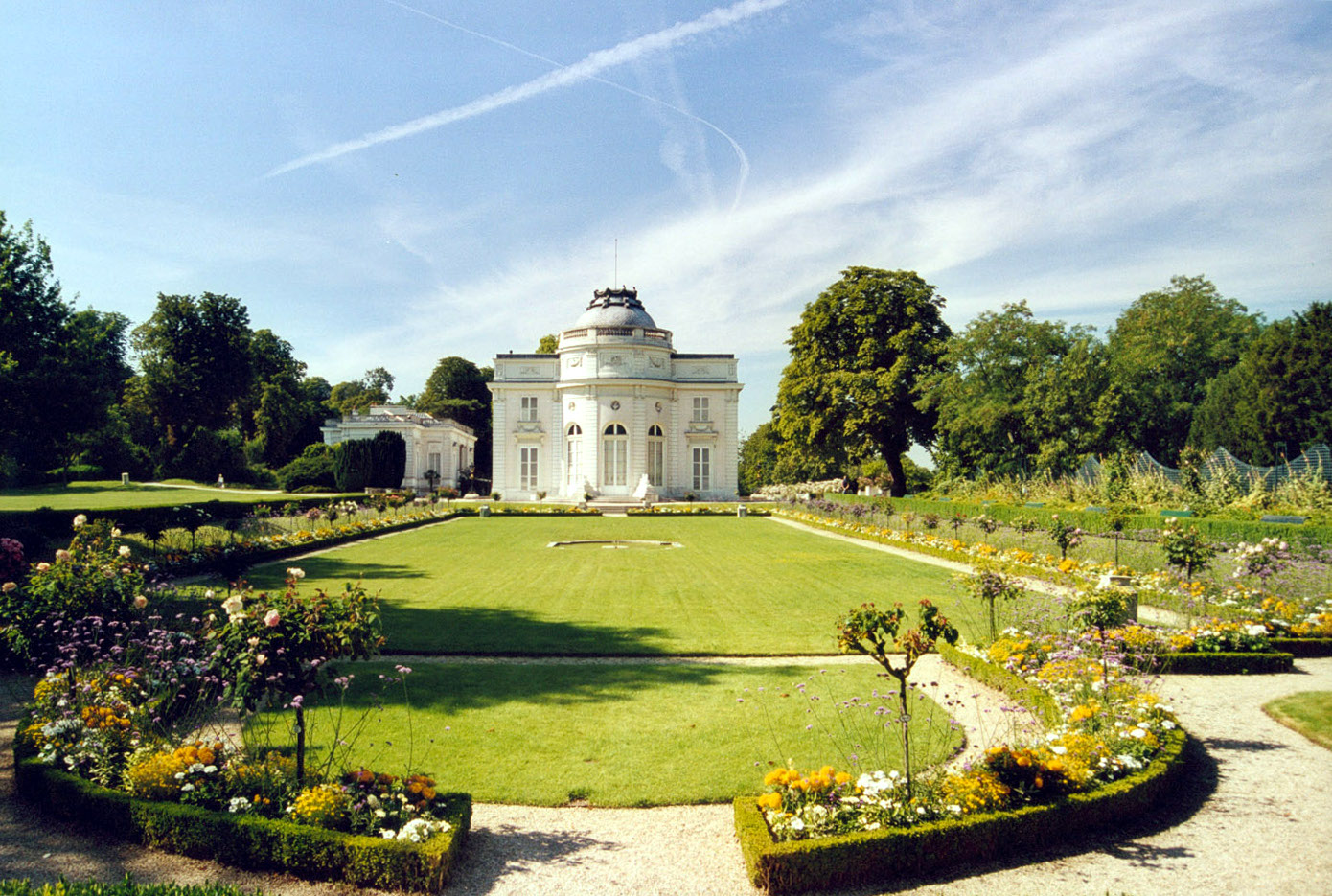
Château de Bagatelle
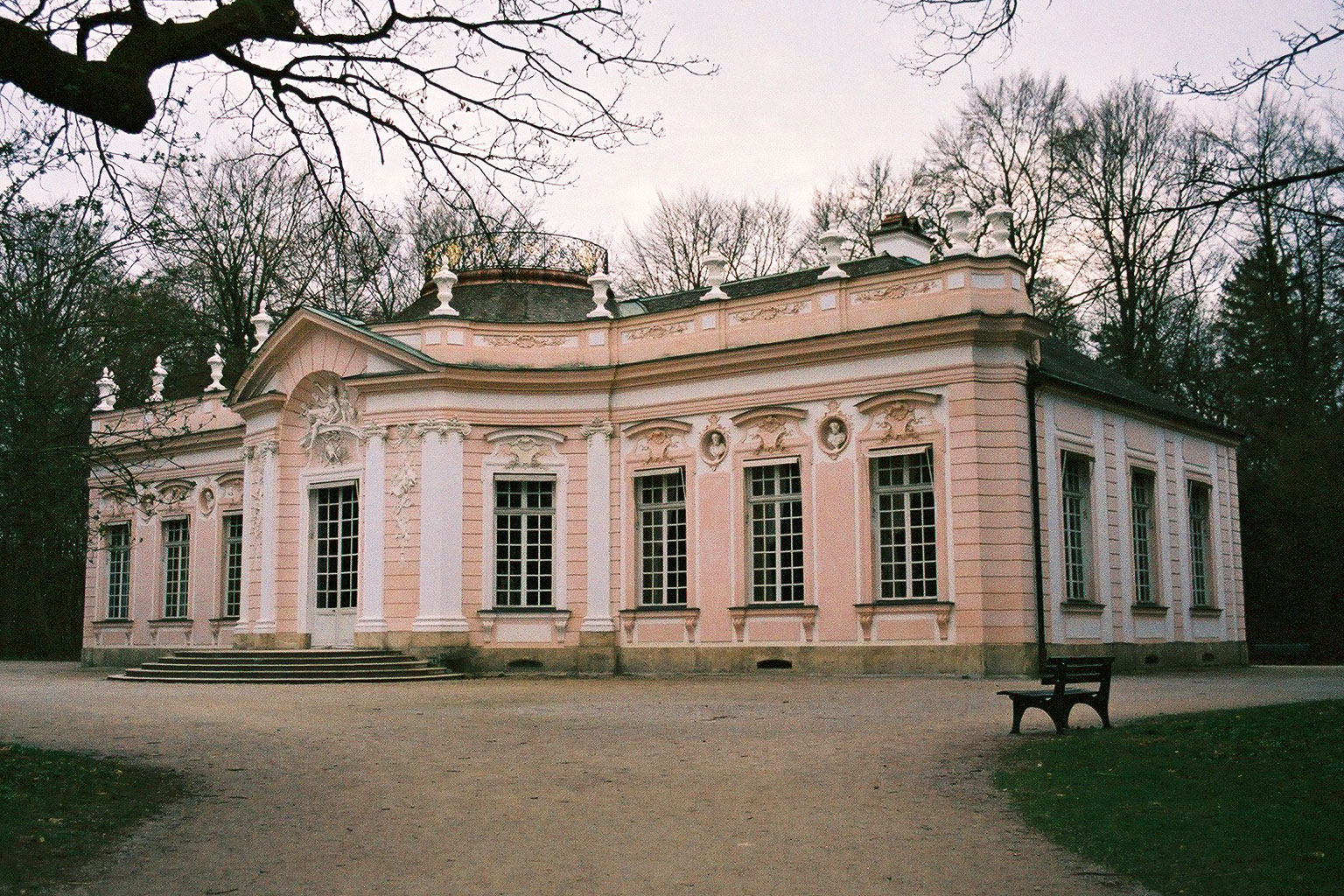
Amalienburg
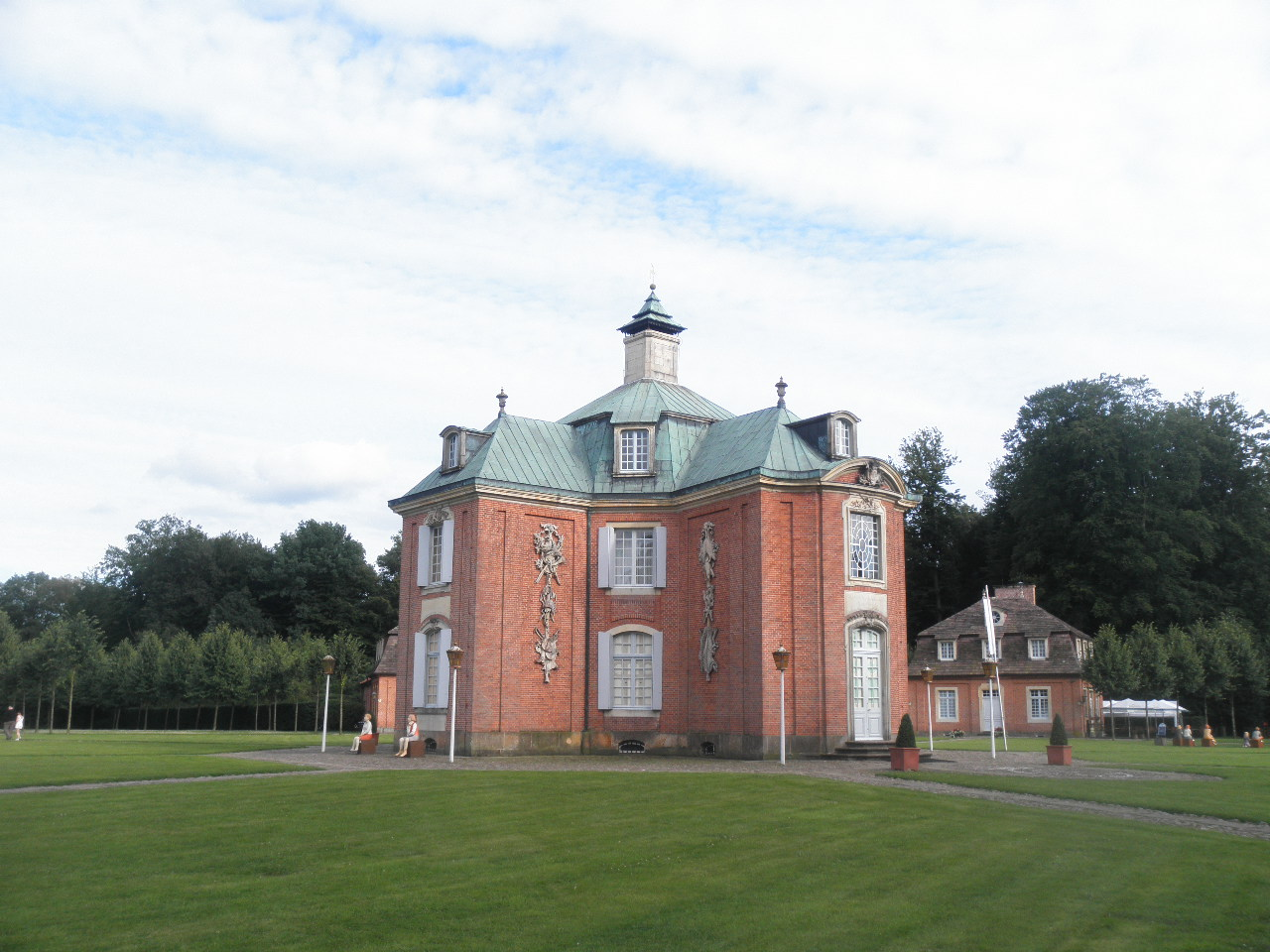
Castello di caccia di Clemenswerth
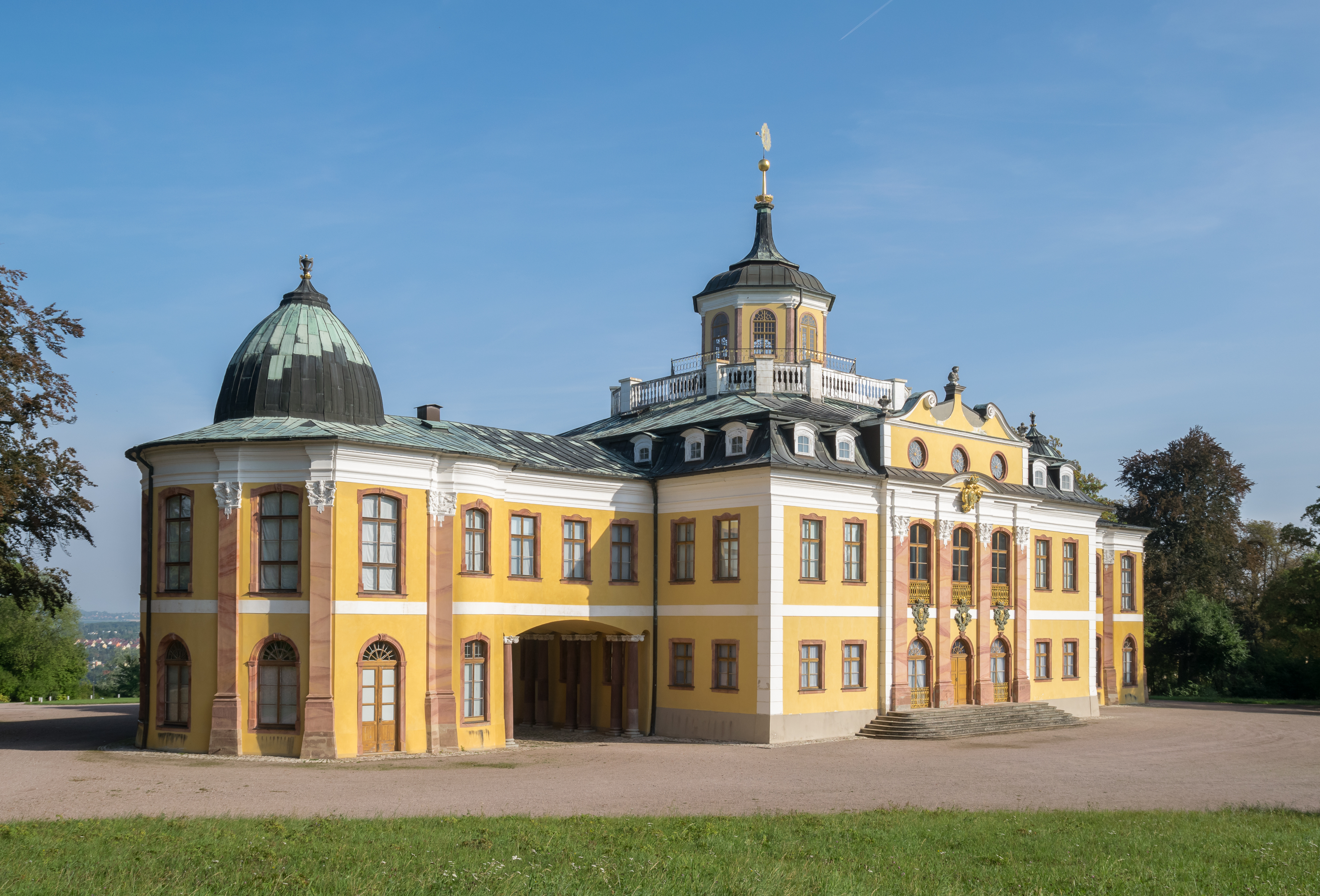
Belvedere di Weimar
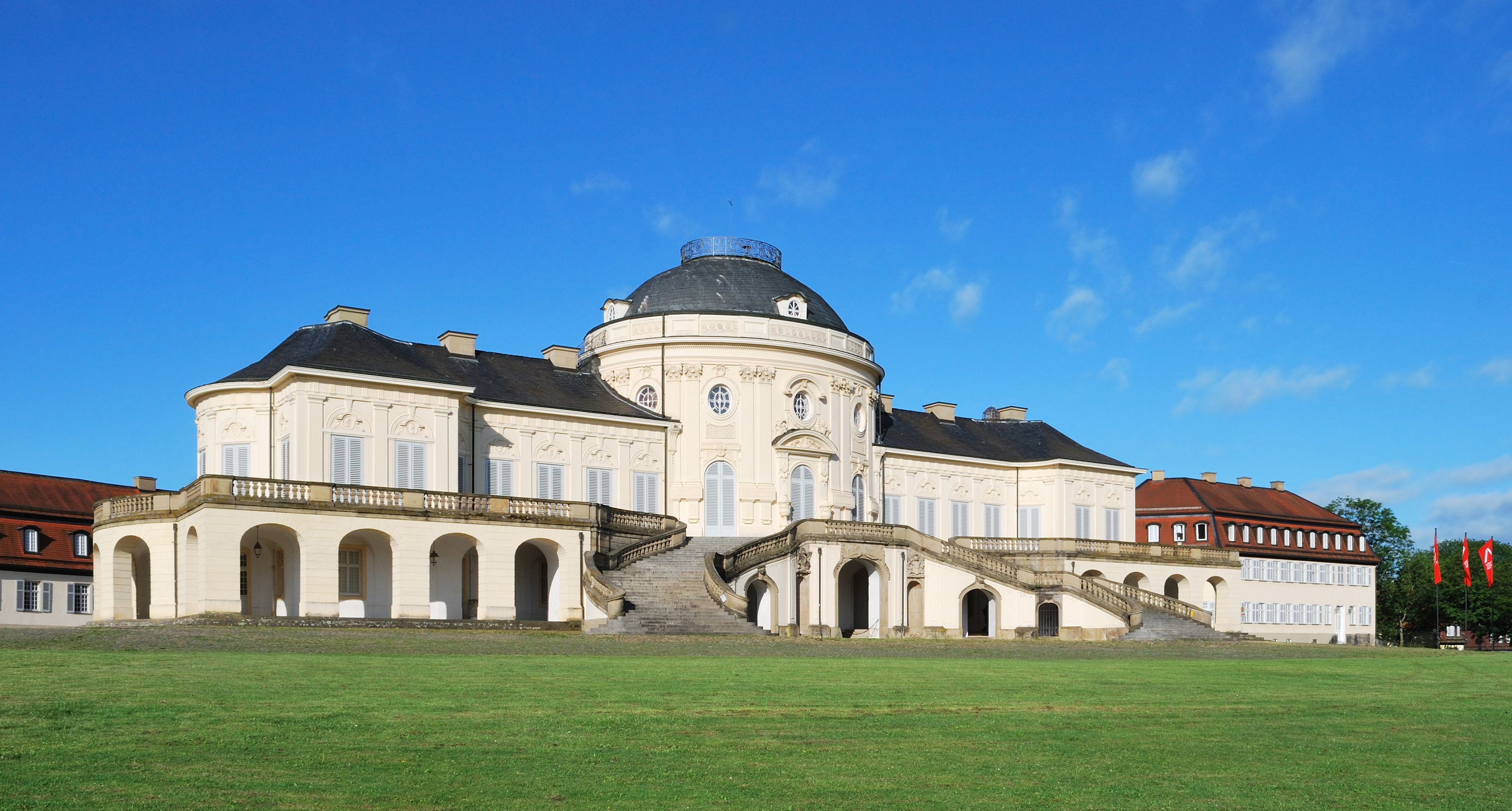
Castello di Solitude
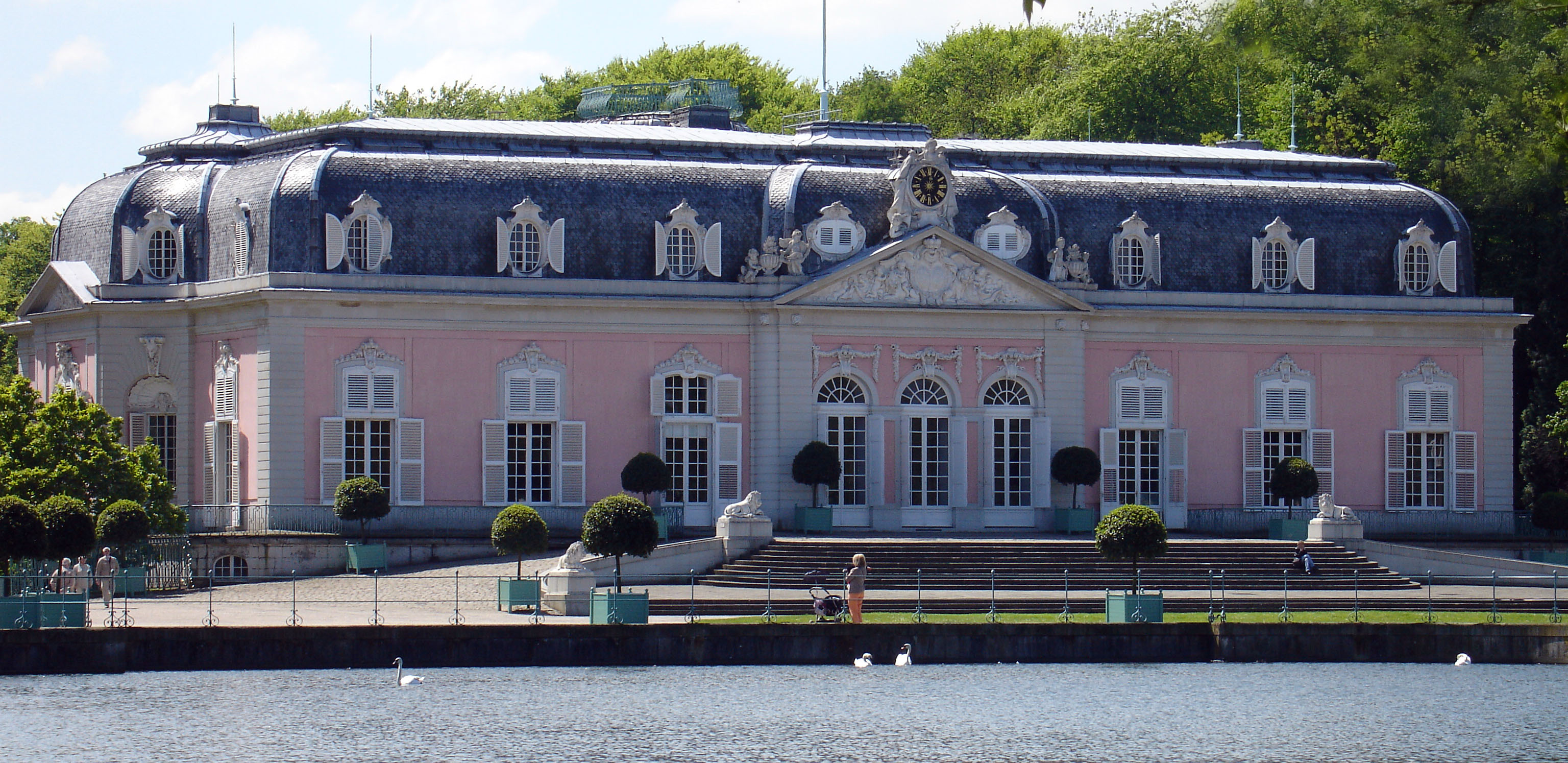
Castello di Benrath
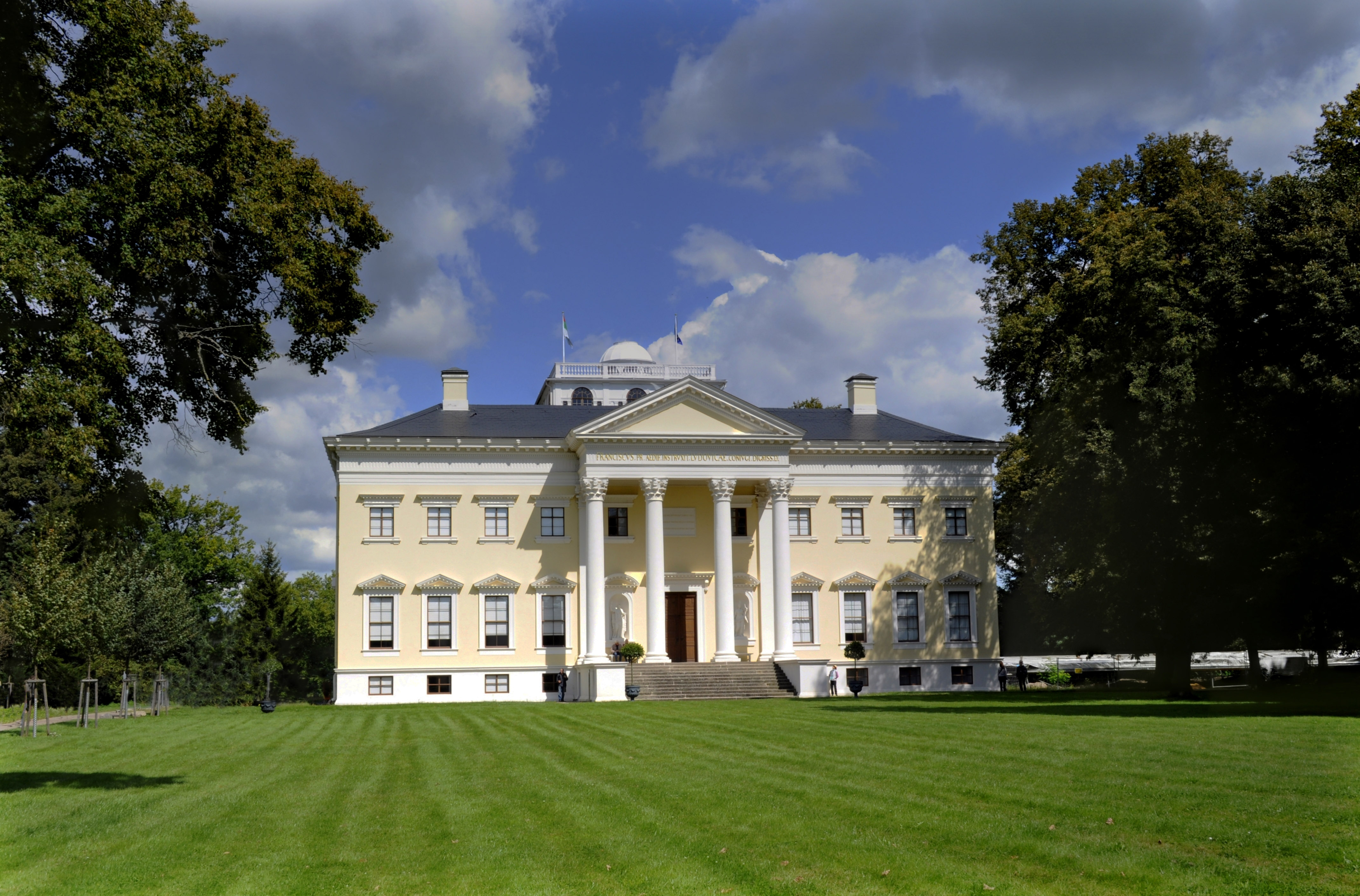
Castello di Wörlitz
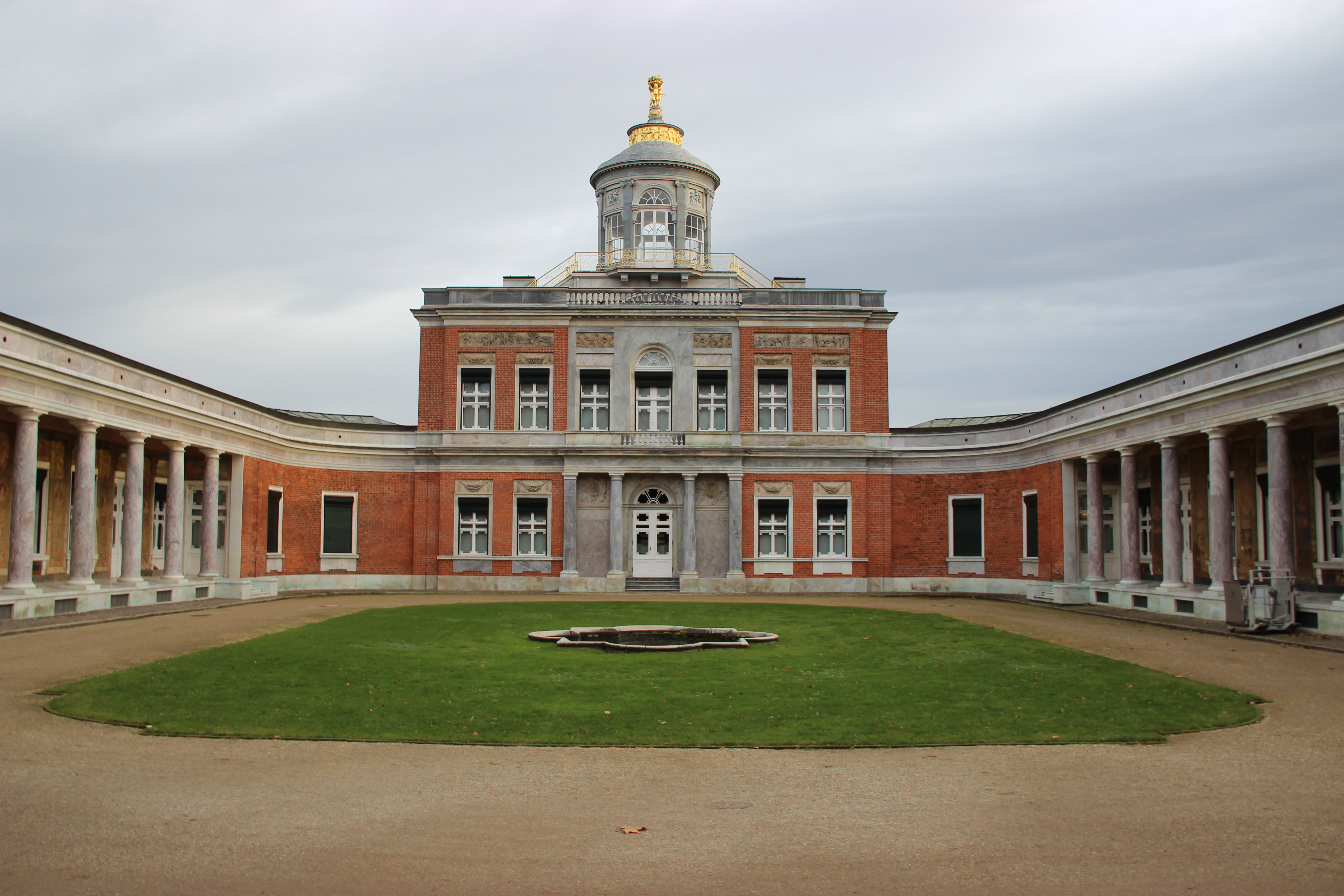
Marmorpalais
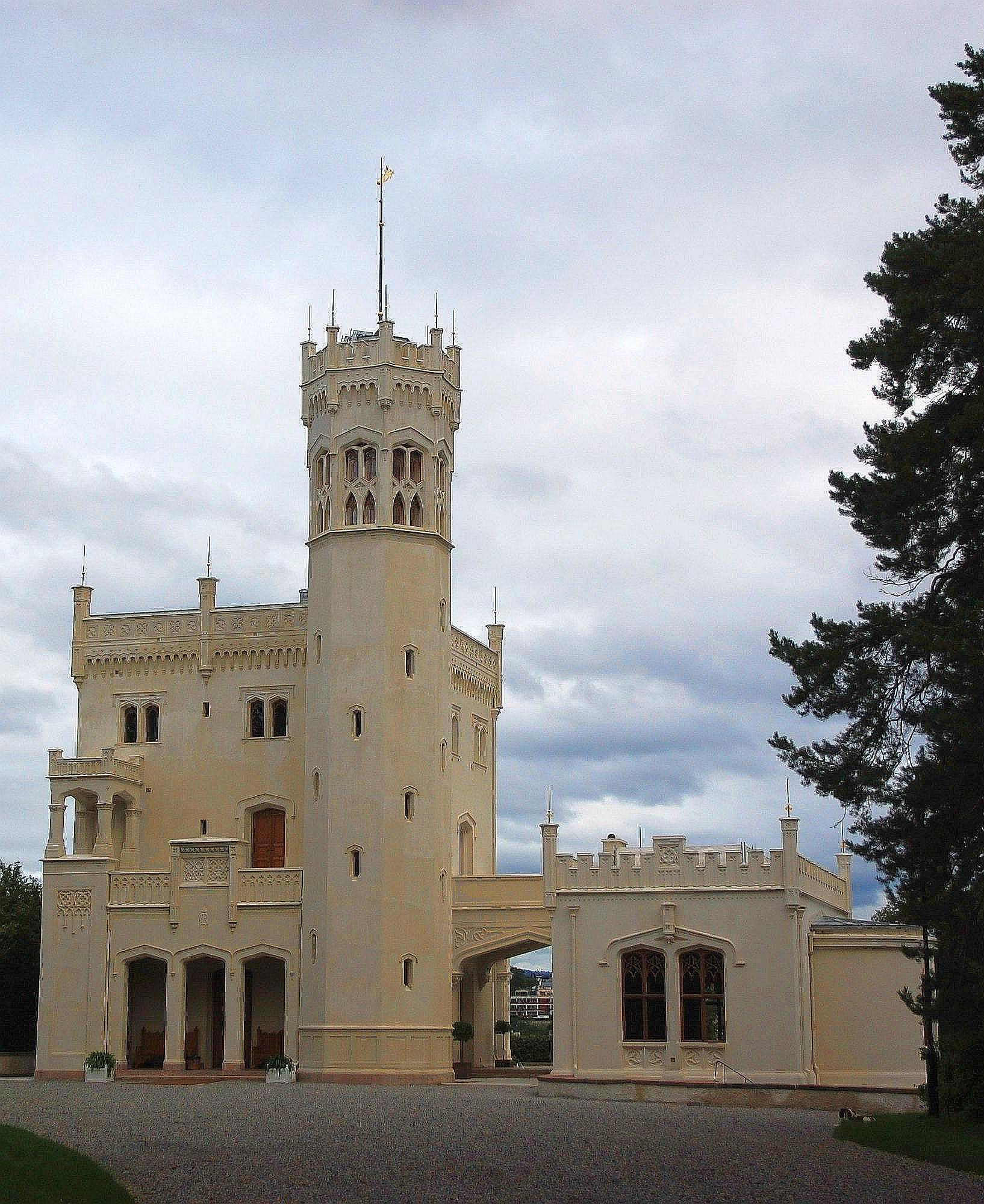
Oscarshall, Bygdøy, Oslo, Norvegia, 1850
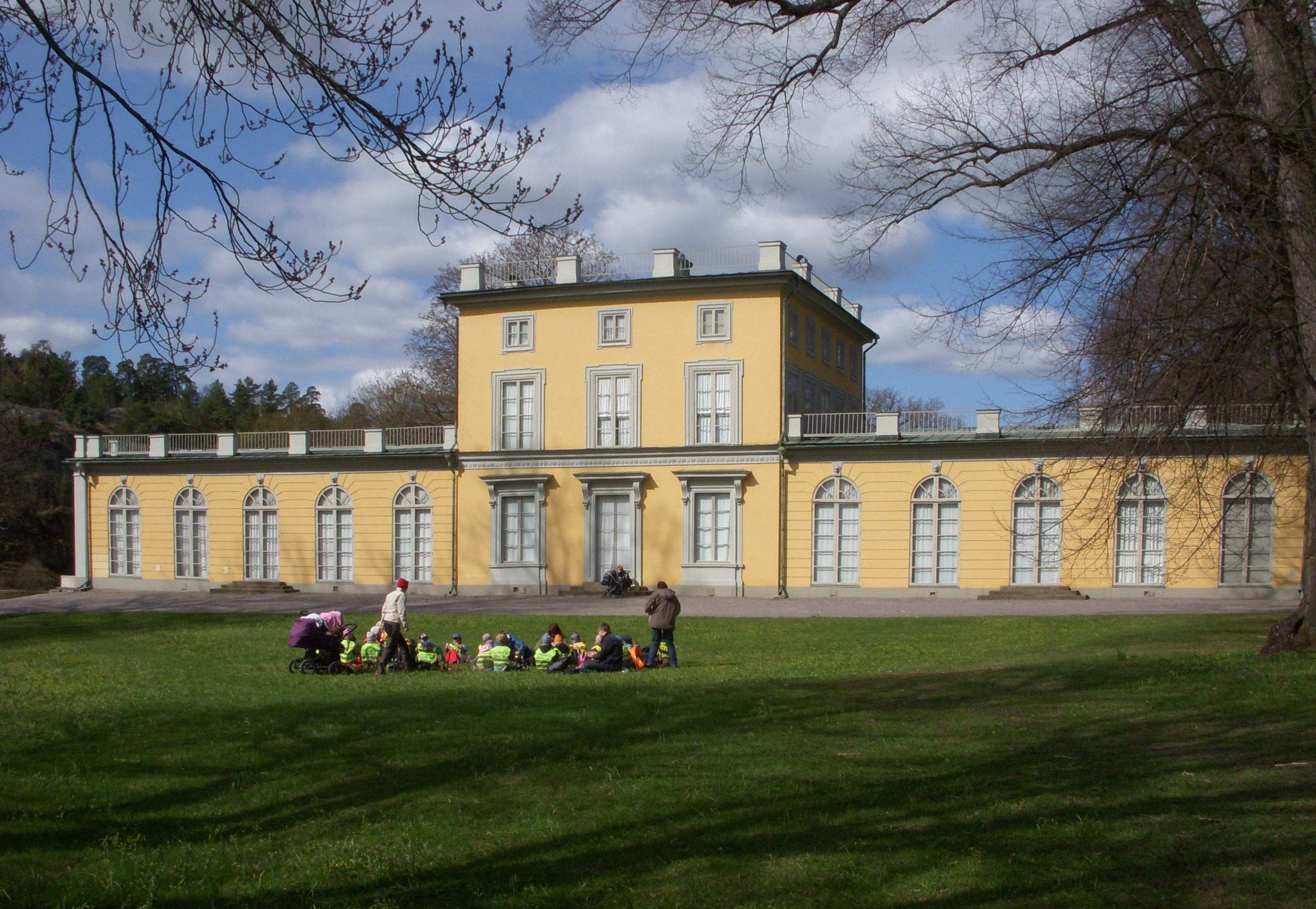
Padiglione di Gustavo III, Stoccolma, Svezia, 1787